# Rogelio Romero
Rogelio Romero Torres (* 23. Februar 1995 in Ciudad Juárez) ist ein mexikanischer Boxer. Er war im Halbschwergewicht Teilnehmer der 2021 in Tokio ausgetragenen Olympischen Sommerspiele 2020.

## Boxkarriere
Er begann mit dem Boxsport im Alter von 14 Jahren in Ciudad Juárez und fand 2014 Aufnahme in die mexikanische Nationalmannschaft. Bei Zentralamerika- und Karibikspielen gewann er 2014 in Veracruz Bronze und 2018 in Barranquilla Silber, zudem gewann er jeweils Bronze bei den Panamerikanischen Spielen 2015 in Toronto und 2019 in Lima.
Bei den Weltmeisterschaften 2017 in Hamburg und 2021 in Belgrad war er jeweils im Achtelfinale ausgeschieden. 2015/16 boxte er zudem für das Team Mexico Guerreros in der World Series of Boxing.
Im Juni 2021 wurde er von der Boxing Task Force (BTF) des Internationalen Olympischen Komitees (IOC) aufgrund seiner kontinentalen Ranglistenplatzierung für die Olympischen Sommerspiele in Tokio nominiert. Dort kam er im Halbschwergewicht startend durch ein Freilos in das Achtelfinale und siegte gegen Luka Plantić, ehe er im Viertelfinale gegen den späteren Goldmedaillengewinner Arlen López ausschied.
Bei der Weltmeisterschaft 2023 in Taschkent gewann er eine Bronzemedaille im Cruisergewicht.
Im Schwergewicht startend gewann er dann die Panamerikameisterschaft in Cali.